# 284
284 (CCLXXXIV) je bilo prestopno leto, ki se je po julijanskem koledarju začelo na torek.

## Dogodki
- Dioklecijan postane rimski cesar.